# Pissu Craic
Pissu Craic (Pisukaraik, Pissucaraik, Pissukaraik, Pisu Karaik, deutsch „Unter-Pissu“) ist eine osttimoresische Aldeia im Suco Lauhata (Verwaltungsamt Bazartete, Gemeinde Liquiçá). 2015 lebten in der Aldeia 692 Menschen.

## Geographie und Einrichtungen

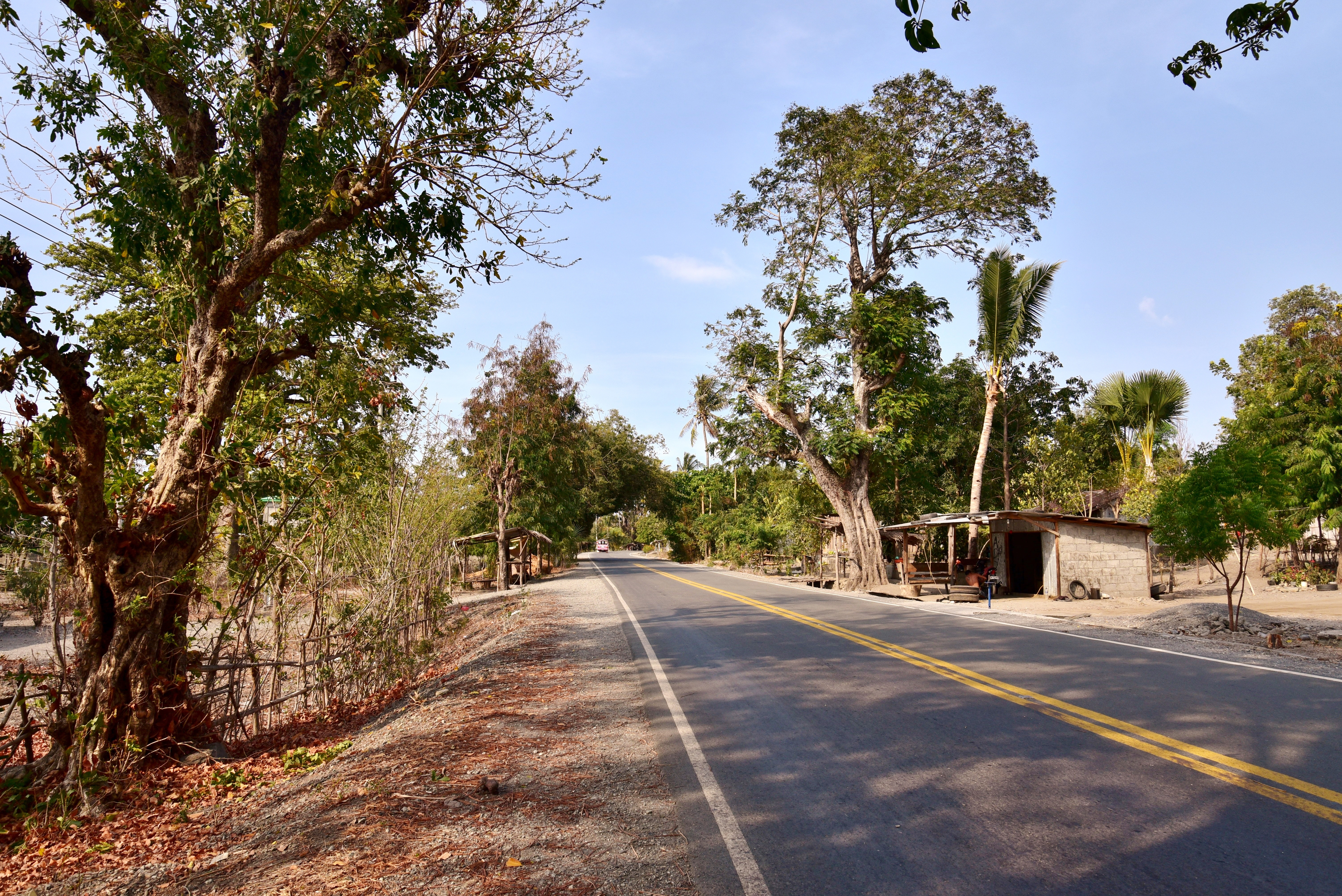
Die Küstenstraße in Pissu Craic (2018)

Pissu Craic liegt im Nordwesten des Sucos Lauhata an der Straße von Ombai. Östlich liegen die Aldeias Raucassa und Pissu Leten und südlich die Aldeia Camalehou. Im Westen grenzt Pissu Craic an den Suco Maumeta. Der Carbutaeloa bildet einen Teil der Grenze, bevor er Pissu Craic durchquert und in die Straße von Ombai mündet.
Im äußersten Nordwesten reicht die Gemeindehauptstadt Vila de Liquiçá bis in die Aldeia hinein. Das Dorf Pissu Craic, das gleich östlich davon beginnt, kann als Vorort angesehen werden. Die nördliche Küstenstraße von Dili nach Liquiçá durchquert das Ortszentrum, die Besiedlung erstreckt sich entlang weiterer Straßen weiter nach Süden, wo auch die Grundschule des Ortes steht. Der Sitz des Sucos Lauhata, im Osten des Dorfes, liegt bereits auf dem Gebiet der Aldeia Raucassa. An der Südgrenze befindet sich der Ort Kumahu.

## Politik
2023 wurde Luis da Cruz Almeida zum Chefe de Aldeia gewählt.